# Polycarpon suffruticosum
Polycarpon suffruticosum är en nejlikväxtart som beskrevs av August Heinrich Rudolf Grisebach. Polycarpon suffruticosum ingår i släktet tusenfrön, och familjen nejlikväxter. Inga underarter finns listade i Catalogue of Life.